# Shun Sato
Shun Sato (佐藤 隼 Sato Shun?, nacido el 6 de marzo de 1997 en Kanagawa) es un futbolista japonés que se desempeña como guardameta.

## Trayectoria

### Clubes
| Club         | País  | Año    |
| ------------ | ----- | ------ |
| Fujieda MYFC | Japón | 2016 - |

## Estadística de carrera

### J. League
| Club         | Año   | J. League | J. League | Copa J. League | Copa J. League | Total | Total |
| Club         | Año   | Part.     | Goles     | Part.          | Goles          | Part. | Goles |
| ------------ | ----- | --------- | --------- | -------------- | -------------- | ----- | ----- |
| Fujieda MYFC | 2016  | 0         | 0         | -              | -              | 0     | 0     |
| Fujieda MYFC | 2017  | 7         | 0         | -              | -              | 7     | 0     |
| Total        | Total | 7         | 0         | 0              | 0              | 7     | 0     |